# Bistrice
Bistrice är en ort i Montenegro. Den ligger i den södra delen av landet vid floden Morača. Bistrice ligger 9 meter över havet och antalet invånare är 372.
Terrängen runt Bistrice är platt åt sydost, men åt nordväst är den kuperad. I omgivningarna runt Bistrice växer i huvudsak blandskog.